# We All Love Ennio Morricone
We All Love Ennio Morricone è un album tributo che onora il noto compositore italiano Ennio Morricone. Venne pubblicato il 7 maggio 2007 e contiene diverse partecipazioni di artisti di fama internazionale come Metallica, Bruce Springsteen che vince il Grammy Award per Best Rock Instrumental Performance, Roger Waters, Céline Dion e Andrea Bocelli. L'album raggiunge la quarta posizione in classifica in Italia rimanendo per quattro settimane nella Top Ten.

## Tracce
1. Céline Dion – I Knew I Loved You (da C'era una volta in America) – 4:53
2. Quincy Jones feat. Herbie Hancock – The Good, The Bad and The Ugly (da Il buono, il brutto, il cattivo) – 6:44
3. Bruce Springsteen – Once Upon a Time in the West (da C'era una volta il West) – 3:39
4. Andrea Bocelli – Conradiana – 4:27
5. Metallica – The Ecstasy of Gold (da Il buono, il brutto, il cattivo) – 3:50
6. Yo-Yo Ma – Malèna – 4:15
7. Renée Fleming – Come Sail Away – 5:03
8. Ennio Morricone – Gabriel's Oboe (da Mission) – 2:49
9. Daniela Mercury – Conmigo (feat. Eumir Deodato) – 4:16
10. Dulce Pontes – La Luz Prodigiosa – 5:04
11. Chris Botti – Love Affair – 4:49
12. Vanessa and the O's – Je Changerais d'Avis (Se telefonando) – 3:50
13. Roger Waters – Lost Boys Calling (da La leggenda del pianista sull'oceano) – 5:37
14. Ennio Morricone – The Tropical Variation – 3:29
15. Denyce Graves – Could Heaven Be – 2:18
16. Taro Hakase – Addio Monti – 2:56
17. Ennio Morricone – Cinema Paradiso (da Nuovo Cinema Paradiso) – 1:52

## Formazione

### Metallica (traccia 5)
- James Hetfield - voce, chitarre
- Lars Ulrich - batteria
- Robert Trujillo - basso